# WiLL (marchio)
WiLL è stata una marca del gruppo automobilistico giapponese Toyota, che operò dal 2 agosto 1999 fino al giugno 2004. La marca era un progetto comune tra Toyota, Asahi Breweries, Kaō, Matsushita, Kinki Nippon Tourist, Kokuyo ed Ezaki Glico; il programma prevedeva oltre alle automobili, anche hotel e diversi articoli elettronici.
Ufficialmente i suoi prodotti avrebbero dovuto essere destinati al solo mercato giapponese ma effettivamente alcuni automezzi vennero esportati anche nella Federazione Russa, nell'Unione europea e negli Stati Uniti. 
Produttori dei veicoli erano la Kanto Auto Works e la Central Motor, ambedue facenti parte del gruppo Toyota.

## Lista dei modelli

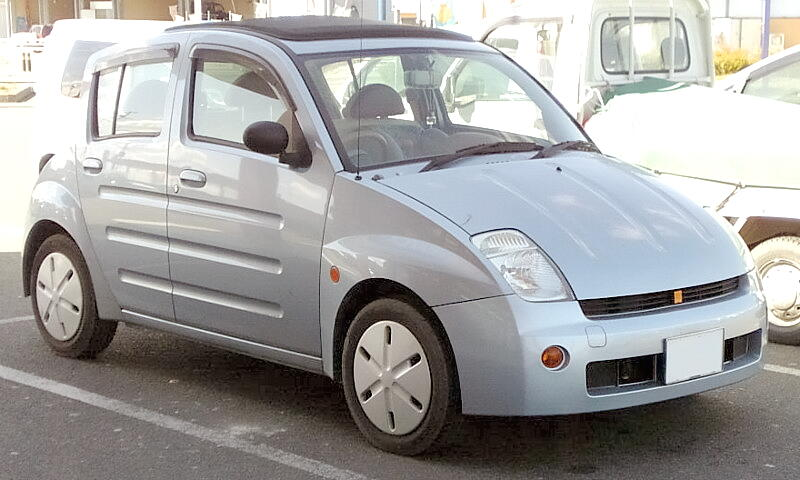
WiLL Vi 1/2000–12/2001
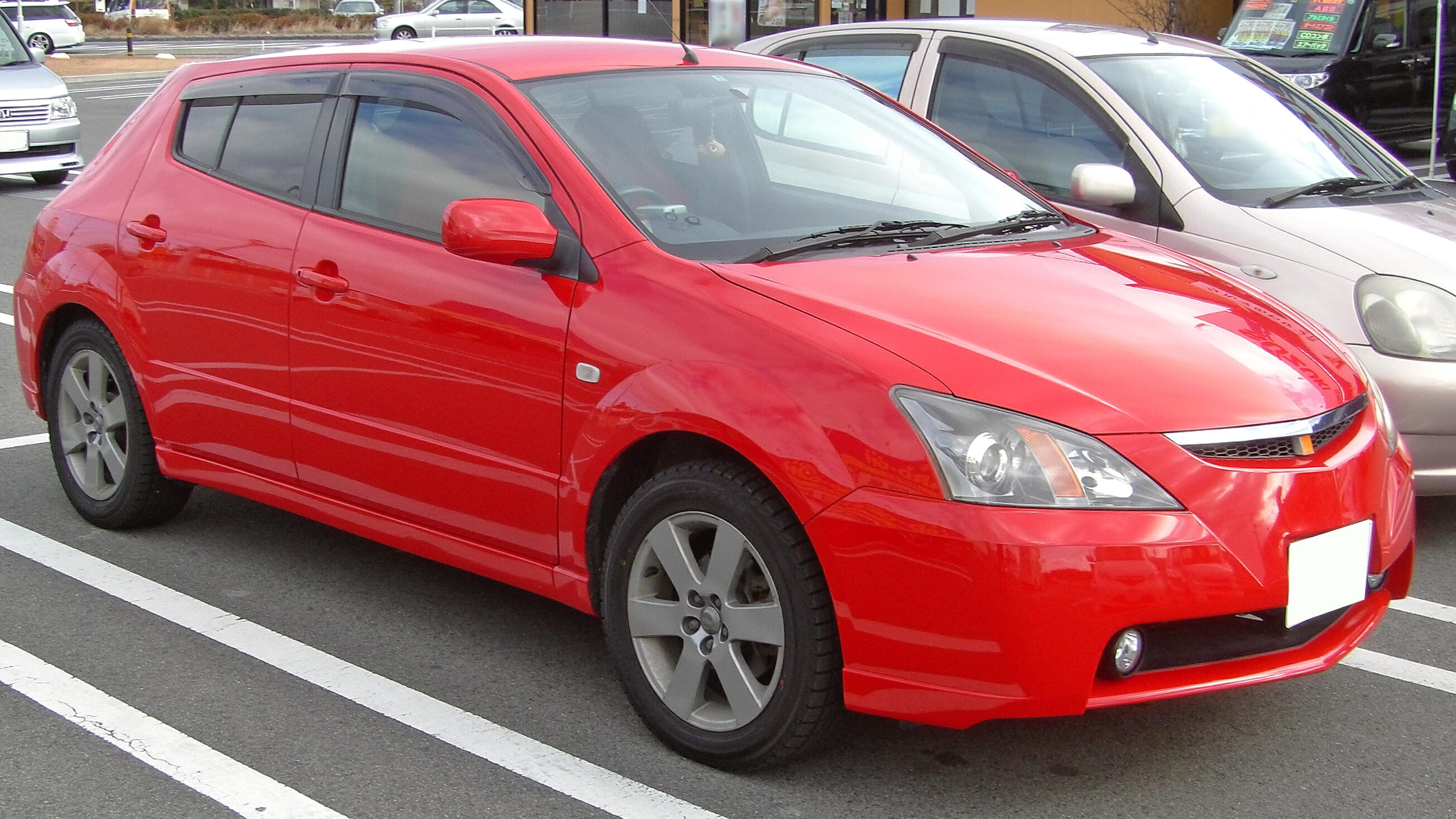
WiLL VS 1/2001–4/2004
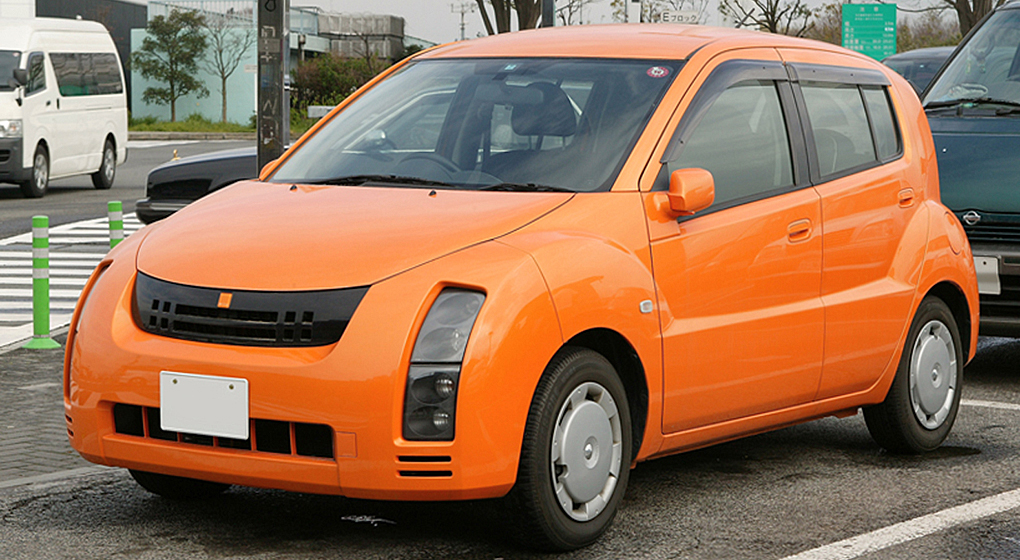
WiLL VC (2002–2003) WiLL Cypha (2003–2005)